# Spiloxene minuta
Spiloxene minuta är en enhjärtbladig växtart som först beskrevs av Carl von Linné, och fick sitt nu gällande namn av Henry Georges Fourcade. Spiloxene minuta ingår i släktet Spiloxene och familjen Hypoxidaceae. Inga underarter finns listade i Catalogue of Life.